# Ioan (Siopko)
Ioan (světským jménem: Ihor Stepanovyč Siopko; * 14. března 1964, Rovno) je ukrajinský duchovní Ukrajinské pravoslavné církve Moskevského patriarchátu a metropolita chersonský a tavrický.

## Život
Narodil se 14. března 1964 v Rovně. V rodném městě také navštěvoval střední školu.
Dne 19. srpna 1985 byl v katedrálním chrámu Svaté Trojice v Lucku arcibiskupem volynským a rovenským Damianem (Marčukem) rukopoložen na diakon a určen do služby v chrámu svatého Michaela vesnice Zdovbycja.
Dne 22. února 1987 jej biskup volynský a rovenský Varlaam (Iljuščenko) rukopoložil na jereje. Začal sloužit v chrámu svaté Barbory ve vesnici Španiv.
V červenci 1987 byl převeden do kléru kyjevské eparchie, kde byl jmenován představeným chrámu Proměnění Páně ve vesnici Trušivci.
V červnu 1991 přešel do jurisdikce Ukrajinské autokefální pravoslavné církve. Roku 1992 dokončil Lvovský duchovní seminář a přešel do Ukrajinské pravoslavné církve Kyjevského patriarchátu, kde byl v září 1992 rukopoložen na biskupa chmelnyckého a podolskokameneckého. V listopadu 1992 byl převeden na černihivskou katedru.
Dne 14. června 1993 byl jmenován biskupem jahotynským a vikářem kyjevské eparchie.
Dne 14. prosince 1993 zaslal spolu s dalšími biskupy Kyjevského patriarchátu žádost o přijetí do Ukrajinské pravoslavné církve Moskevského patriarchátu. Žádosti bylo vyhověno a jeho biskupská chirotonie byla prohlášena za neplatnou.
Dne 30. prosince 1993 byl Kyjevskopečerské lávře postřižen na monacha se jménem Ioan na počest svatého apoštola Jana Evangelisty.
Dne 7. ledna 1994 byl povýšen na igumena. Dne 23. března byl ustanoven duchovním chrámu svatého Eliáše v Kyjevě. Dne 2. srpna stejného roku byl povýšen na archimandritu a jmenován sekretářem kyjevské eparchie.
Roku 1996 dokončil Kyjevskou duchovní akademii.
Dne 13. prosince 1996 byl rukopoložen na biskupa perejaslav-chmelnyckého a vikáře kyjevské eparchie. Světiteli byli metropolita kyjevský a celé Ukrajiny Volodymyr (Sabodan), arcibiskup sumský a ochtyrský Ionafan (Jeleckich), arcibiskup doněcký a mariupolský Ilarion (Šukalo), biskup konotopský a hluchivský Anatolij (Hladkyj), biskup žytomyrský a novohrad-volynský Gurij (Kuzmenko), biskup bilocerkvenský a bohuslavský Serafym (Zaliznyckyj) a biskup volodymyr-volynský a kovelský Symeon (Šostackyj).
Dne 26. července 2000 byl jmenován biskupem chustským a vynohradivským.
Dne 28. července 2004 byl povýšen na arcibiskupa.
Dne 22. listopadu 2006 byl ustanoven arcibiskupem chersonským a tavrickým.
Dne 8. května 2008 se stal předsedou Synodní komise pro kanonizaci svatých.
Dne 11. listopadu 2008 byl ustanoven arcibiskupem arcibiskupem sumským a ochtyrským a 17. listopadu opět arcibiskupem chersonským.
Dne 17. srpna 2015 byl povýšen na metropolitu.